# Mielno

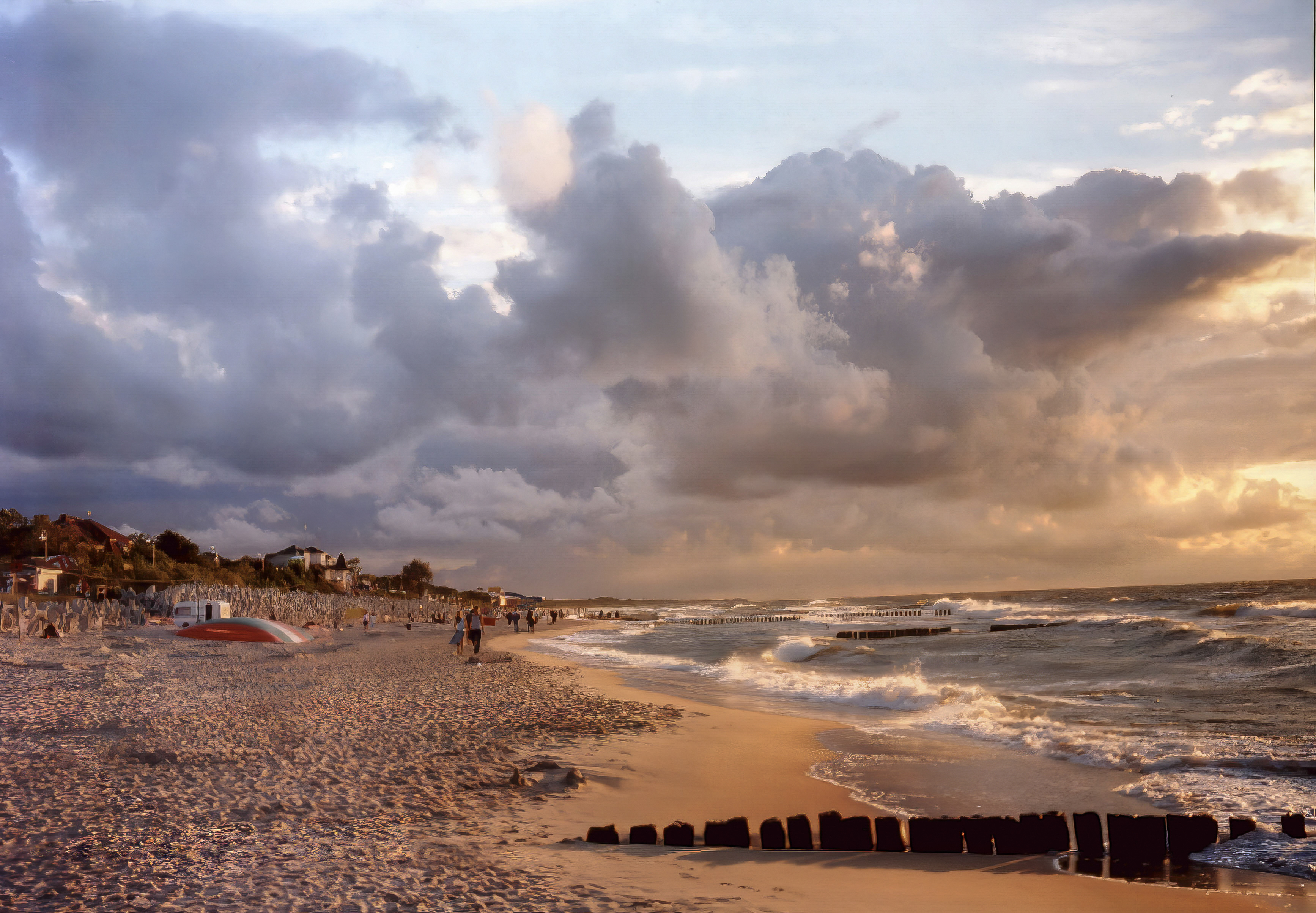
Bãi biển Mielno

Mielno [ˈmjɛlnɔ] (tiếng Đức: Groß Möllen)  là một thị trấn ven biển thuộc hạt Koszalin, Tây Pomeranian Voivodeship, ở phía tây bắc Ba Lan. Đó là chỗ ngồi của gmina (khu hành chính) được gọi là Gmina Mielno. Nó nằm khoảng 12 kilômét (7 mi) phía tây bắc Koszalin và 135 km (84 mi) về phía đông bắc của thủ đô khu vực Szczecin. Thị trấn có dân số là 3.200.
Mielno là một địa điểm du lịch nổi tiếng với những bãi biển đầy cát trên bờ biển Baltic. Nó nằm trên một nhổ giữa biển và hồ Jamno lớn. Nó tiếp giáp với khu nghỉ mát lân cận Unieście.
Gąski là một trong ba địa điểm được công ty điện lực PGE của Ba Lan lựa chọn vào tháng 11 năm 2011 để tổ chức một nhà máy điện hạt nhân có công suất 3 gigawatt. Vào tháng 2 năm 2012, cư dân đã bỏ phiếu áp đảo so với kế hoạch. Khoảng 94 phần trăm trong số 2.389 người tham gia cuộc trưng cầu dân ý phản đối nhà máy và chỉ có 5 phần trăm ủng hộ nó.

## Những người đáng chú ý
- Reni Jusis (sinh năm 1974 tại Konin, lớn lên ở Mielno) là một nữ ca sĩ, nhạc sĩ và nhà sản xuất nhạc pop người Ba Lan.